# Даніель Карневалі
Даніель Альберто Карневалі (ісп. Daniel Alberto Carnevali; нар. 4 грудня 1946, Росаріо, Аргентина) — колишній аргентинський футболіст, воротар.

## Клубна кар'єра
Даніель Карневалі починав свою професійну футбольну кар'єру в 1967 році в аргентинському клубі «Росаріо Сентраль». Далі він виступав за аргентинські «Атланту» і «Чакаріта Хуніорс», перебравшись в іспанський «Лас-Пальмас» в 1973 році. Провівши 6 років в Іспанії Карневалі повертається до Південної Америки.

## Міжнародна кар'єра
Даніель Карневалі потрапив до складу збірної Аргентини на Чемпіонаті світу 1974 року. З 6-и матчів Аргентини на турнірі Карневалі в 5-й захищав ворота збірної і пропустив 11 м'ячів: 3 від збірної Польщі, 1 від Італії і 1 від Гаїті в першому груповому етапі; а також 4 — від Нідерландів і 2 — від Бразилії в рамках другого групового етапу.